# Бхактапур

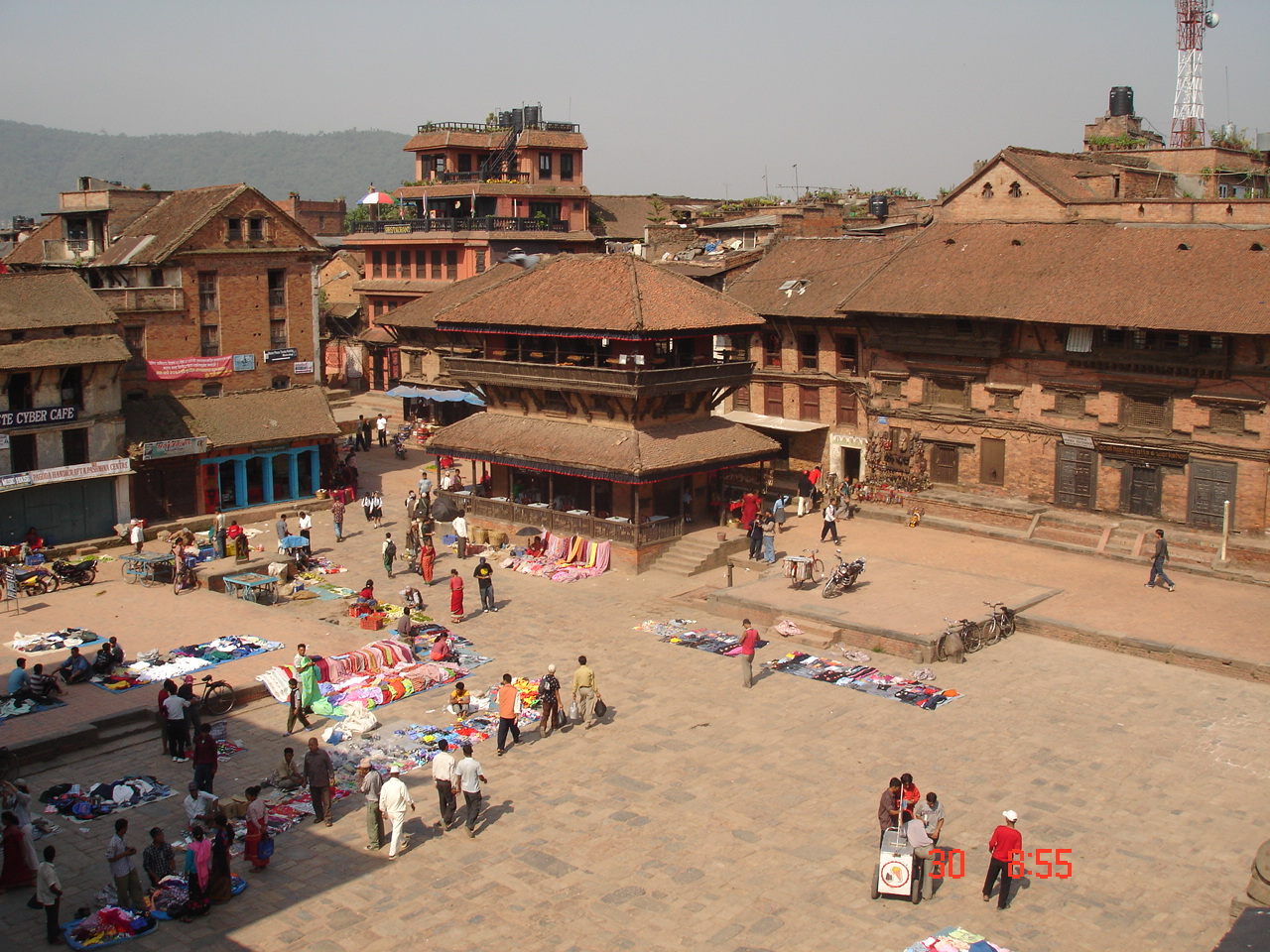
Площадь в Бхактапуре

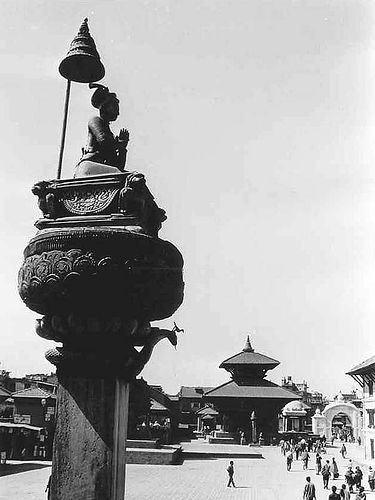
Колонна короля Бхупатиндра Малла на центральной площади Бхактапура

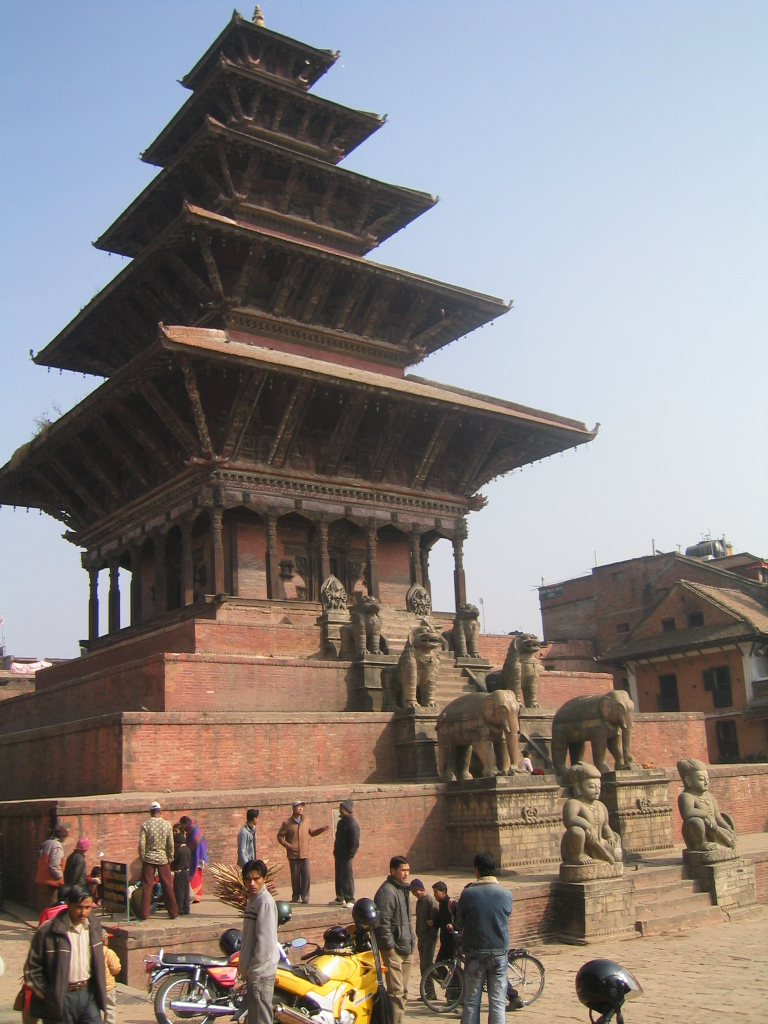
Бхактапур

Бхактапур (непальск. भक्तपुर, носит также название Бхадгаон и Кхвопа) — древний неварский город к востоку от столицы Непала — города Катманду, обладающий огромным количеством выдающихся архитектурных памятников. С 77 тысячами жителей он является третьим по численности населения и наименьшим из трёх королевских городов долины Катманду. Бхактапур означает «город верующих».
Бхактапур расположен на реке Хануманте, и так же, как и Катманду, находится у подножия Гималаев, что не могло не отразиться на его истории и особенностях. Представление об этом городе складывается из своеобразного ландшафта, гончарного искусства и традиционных представлений с жизнеутверждающей музыкой. Более 150 музыкальных и 100 культурных групп создали образ Бхактапура как столицы искусств Непала. Жители города в большинстве своём относятся к неварцам; на 90 % являются индуистами и на 10 % — буддистами. Мужское население города традиционно носит особый головной убор под названием дхака топи (Dhaka Topi).
С XIV века и до второй половины XVIII века город являлся столицей династии Малла. С того времени до нас дошли здания 172 храмов, 32 искусственных пруда и множество жилых домов, украшенных деревянными барельефами. Хотя в 1934 году Бхактапур был разрушен землетрясением, вскоре он был восстановлен, и в 1979 году архитектурное наследие города было включено ЮНЕСКО в список всемирного культурного наследия.

## География

### Географическое положение
Бхактапур расположен в центральном Непале, в 16 км восточнее Катманду, являясь столицей одноимённого округа, самого маленького из 75 округов в так называемом районе Багмати. Территория города расположена на высоте от 1341 до 1404 метров. На севере Бхактапур ограничен рекой Маногара, на юге — горой Махадев Покхари, на востоке — Сурвинайяк и на западе — снова рекой Маногара, а также рекой Дурге. Собственно город расположен к северу от реки Хануманте Кхола, названной так в честь обезьяньего царя Ханумана из Рамаяны, который собирал здесь волшебные целебные травы для раненого брата Рамы.

### Геология
Бхактапур расположен на южной окраине предгорий Гималаев долине Катманду. Эта долина имеет 25 км в направлении север-юг и 19 км в направлении восток-запад и окружена горной цепью высотой до 2900 м, в то время как сама долина лежит на высоте 1340 м. Речная система долины не зависит от своего высокогорного положения, так как питается водами Багмати. В состав этой системы входят такие реки, как Вишнумати, Мохарана, Дхоби, Наху Кхолар, а также и Хануманте, на которой и стоит Бхактапур. Тело долины сложено из песка и суглинка. Точная причина такого состава почвы неизвестна; предполагается, что, может быть, здесь раньше располагалось озеро. Непал расположен на стыке индийской и евразийской плит, в результате столкновения которых возникли Гималаи. Это в свою очередь приводит к частым землетрясениям, самыми сильными из которых были землетрясения в 1255 году (силой 7,7 балла), 1833, 1934 году (8,4 балла) и 2015 году.

### Городское районирование
В 1961 году город был разделён на 17 округов. Однако жители не обратили на это особого внимания, продолжая по старинке делить город на 24 района, т. н. толы. Современные же округа носят следующие названия: Дувакот, Джхаукхел, Чангу Нарайян, Чалинг, Нагаркот, Багесвори, Судал, Татхали, Хитпол, Нанкхел, Сипадол, Гунду, Катундже, Дадхикот, Свутар и Балкот. Вместе с округом Вадхепур, известном под именем Тхими, они вместе и составляют Бхактапур.

### Климат
Климат в Бхактапуре умеренный. Средняя температура составляет 18,4 °C. При этом, самыми тёплыми месяцами являются июнь и июль со средней температурой, колеблющейся в пределах +25…+27 °C; самыми холодными — декабрь и январь со средней температурой +10…+11 °C. Температура никогда не падает здесь ниже 0 °C, максимальная же составляет +30 °C. Что касается осадков, то в июле их количество составляет 375 мм, а в январе и феврале только 2-3 мм. Но благодаря муссонному климату общегодовое количество составляет 1249 мм; особенно много дождей идёт здесь в период с середины июля по конец сентября.
| Показатель              | Янв. | Фев. | Март | Апр. | Май | Июнь | Июль | Авг. | Сен. | Окт. | Нояб. | Дек. | Год  |
| ----------------------- | ---- | ---- | ---- | ---- | --- | ---- | ---- | ---- | ---- | ---- | ----- | ---- | ---- |
| Средняя температура, °C | 10   | 12   | 17   | 19   | 23  | 27   | 25   | 23   | 22   | 18   | 14    | 11   | 18,4 |
| Норма осадков, мм       | 2    | 3    | 19   | 32   | 82  | 237  | 375  | 240  | 175  | 65   | 7     | 12   | 1249 |
| Источник:               |      |      |      |      |     |      |      |      |      |      |       |      |      |

## История

### Ранний период
В период с VII в. до н. э. по II в. н. э. в Бхактапуре была распространена городская культура, ведущая своё происхождение в Северную Индию. Бхактапур в то время был известен под названием Хопо. В эпоху Ликхави (с III по IX вв. н. э.) город назывался Кхопринг Дранг. К XVIII веку город, называвшийся в то время уже Кхофринг, превратился в важный торговый пункт и имел определённое административное значение. О периоде с IX по XII века известно не так уж и много. Однако есть свидетельства тому, что в 879 году в городе утвердилась новая династия Такури.

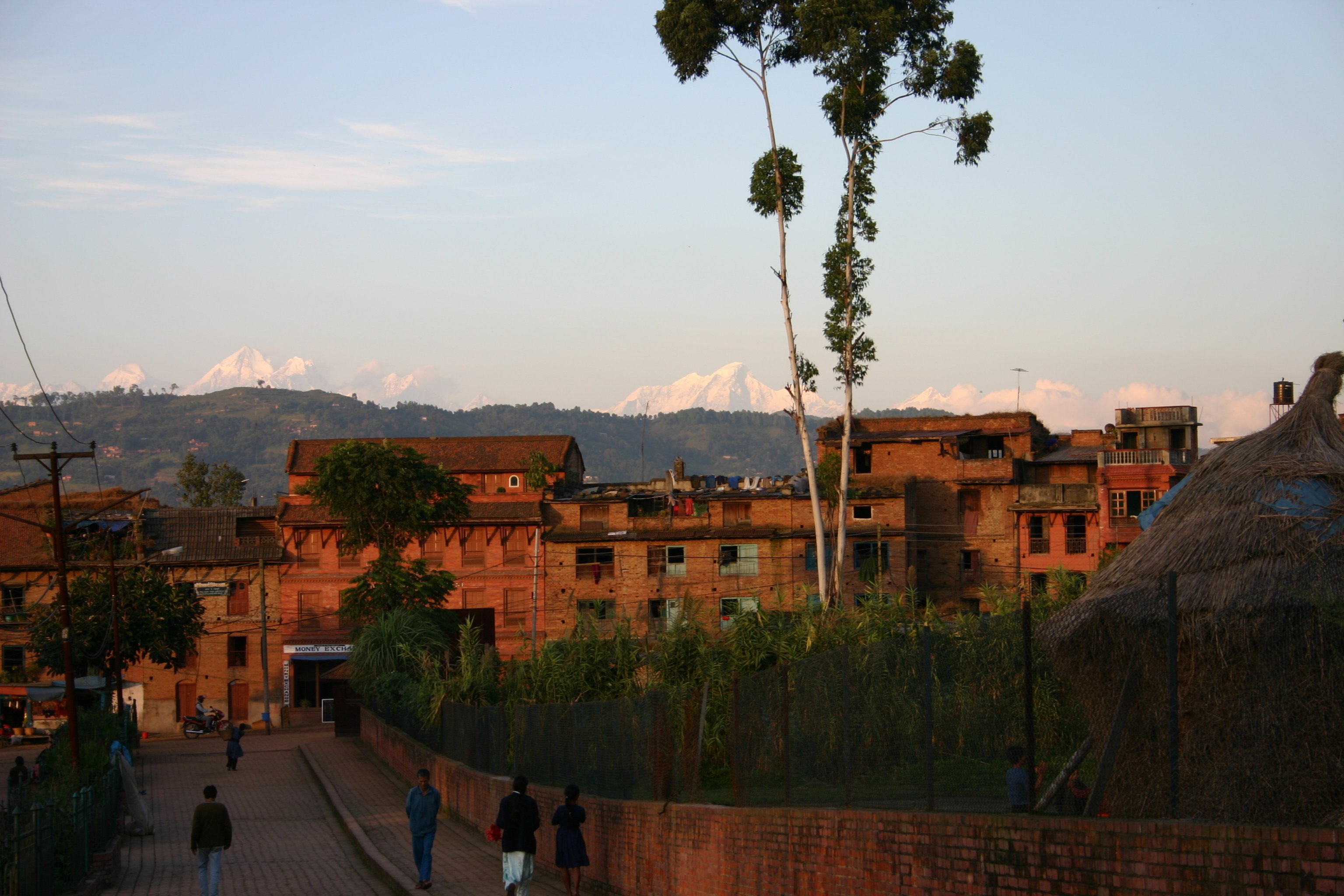
Бхактапур у подножья гор

В манускрипте, датируемом 1038 годом, упоминается о деревне Кхримпримбрумайам, расположенной на территории современного Бхактапура. В хрониках Гопал Рай Вамсавали и других летописных источниках указан некий Ананд Дэва в качестве основателя города Бхактапура в 1197 году. Также он является основателем древнейшего дворца в городе — Трипура. В конце XIII — начале XIV века Непал стал жертвой вторжения со стороны своих южных и западных соседей. Известно, что город был пять раз разграблен племенами кхаса и Тирхутийас. В 1290 году Бхактапур (тогда — Бхактаграмма, «грамма» значит «деревня», «пур» или «пура» — «город») на короткое время был захвачен Тирхутийас. Когда в 1325 году соседнее индийское государство Митхила (на территории современных Бихара и Терая) был захвачен мусульманами, королевский двор царей Нарасимха Дэва бежал в Непал (сам царь во время бегства скончался) и осел в Бхактапуре рядом с Трипурой. Правители династии Малла с XVII века, играя на истории своего происхождения по прямой линии от династии Кшатриев, пытались объявить себя Нарасимха Дэва. Наибольшего уровня мусульманское вторжение достигло в 1349 году в ходе вторжения Шамсуд-дина из Бенгалии, в результате чего город был сильно разрушен.

### Бхактапур — столица королевства Малла
Бхактапур был столицей королевства Малла с XIV по вторую половину XVIII вв., объединяя под своей властью всю долину Катманду. В это время было построено множество дворцов и храмов, дошедших до наших дней. Большой поток беженцев-индуистов из Северной Индии привёл к обособлению каст среди городского населения. Для удовлетворения нужд населения и экономии сельхозугодий весь центр Бхактапура был застроен трёхэтажными малогабаритными домами.
Король Якша Малла, пришедший к власти в 1428 году, увеличил территорию королевства и укрепил Бхактапур защитными рвами, стенами и воротами. Некоторые историки относят к его правлению не только возведение Трипуры, но и постройку храма Якшешвары. После смерти Якшы Маллы в 1482 году трон унаследовал его сын Рая Малла. Он оказался довольно слабым правителем. Его брат Ратна Малла создал в своём уделе новое королевство в 1484 году и управлял им из Кантипура. Затем отделилось третье королевство под управлением ещё одного брата со столицей в Лалитпуре (Патане). Таким образом, королевство Бхактапур оказалось разделено на собственно Бхактапур, а также Лалитпур и Кантипур.

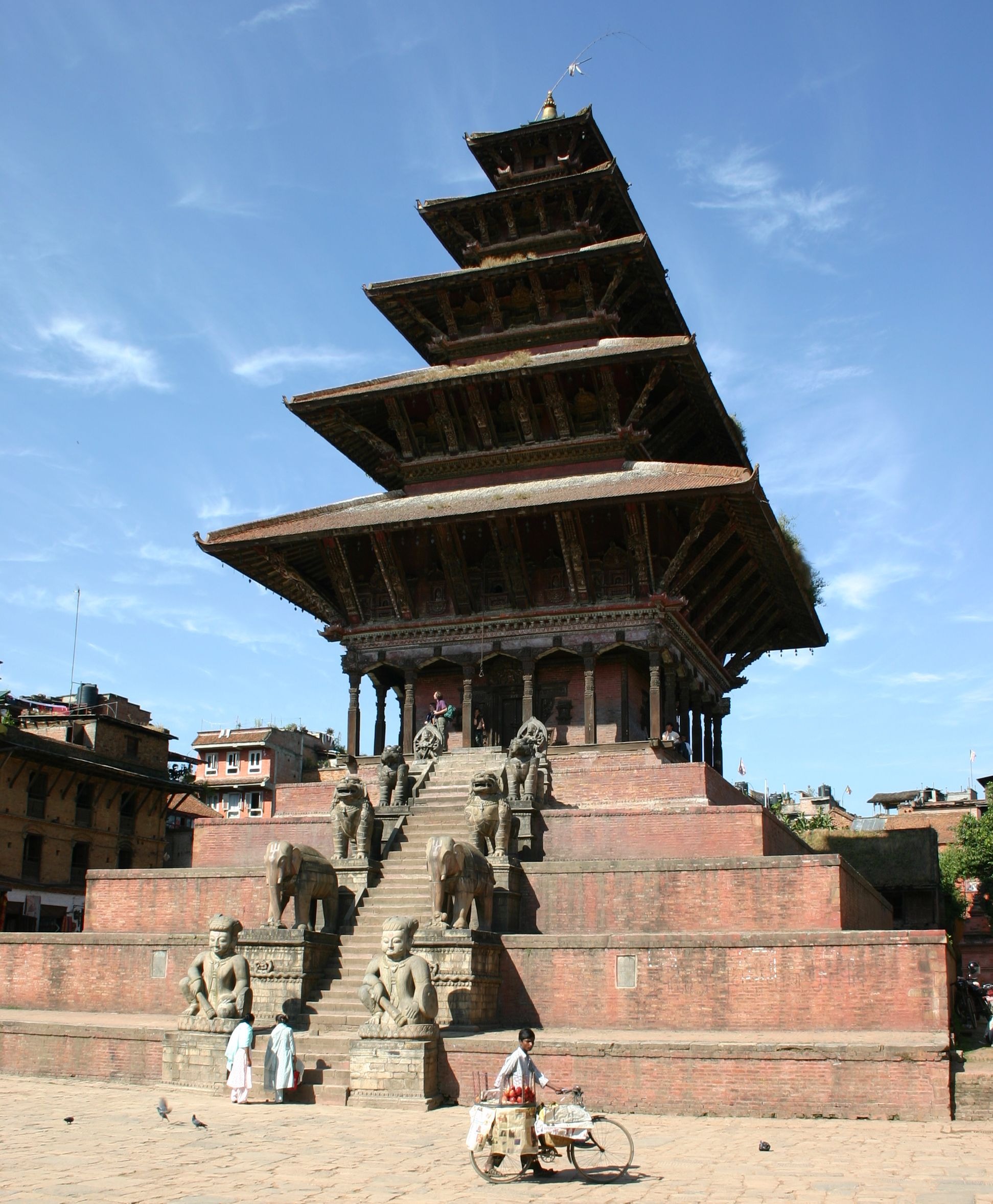
Храм Ньятаполе

### Бхактапур — столица одного из королевств Малла
Со следующими королями Бхактапура — Пран Малла, Вишва Малла и Ягайоти Малла — связаны изменения в архитектурном облике города. Первый король Нареш Малла с 1637 года повелел своим указом достроить храм Таледжу и установить окно из сандалового дерева в Мул Чоуке. В 1644 году взошёл на трон король Джагатпракаш Малла. Он повелел построить храм Васантпур, такой, какой ещё никто не видел. По его приказу храм Таледжу был надстроен, а храм Бхавани Шанкар установлен рядом с западным входом в королевский дворец.
Для строительной и культурной истории города очень важным является период правления короля Джитамитры Малла, взошедшего на трон в 1672 году. До нашего времени прекрасные дворцы королей, расположенные в долине Катманду, продолжают соревноваться между собой в красоте. Летопись сообщает, что в 1678 году, в период правления Тханатху Дубара были обустроены источники водоснабжения, разбиты парки и построено множество внутренних дворов в городе. По его указу Кумари Чоук был обновлён, позолочен купол храма Таледжу и произведены другие изменения.
В 1696 году трон занял Бхупатиндра Малла. По его приказу был построен королевский дворец с 99 внутренними двориками и 55 окнами. Город являлся единственным из трёх королевских городов, контролировавших путь с севера на юг, располагаясь к югу от Катманду и к северу от Патана и контролируя путь из Индии на Тибет. В Тибете того времени было распространено хождение непальских денег благодаря большому притоку торговцев из этого региона. В период правления короля Бхупатиндры Маллы Бхактапур обладал исключительным правом чеканки монеты для Тибета.

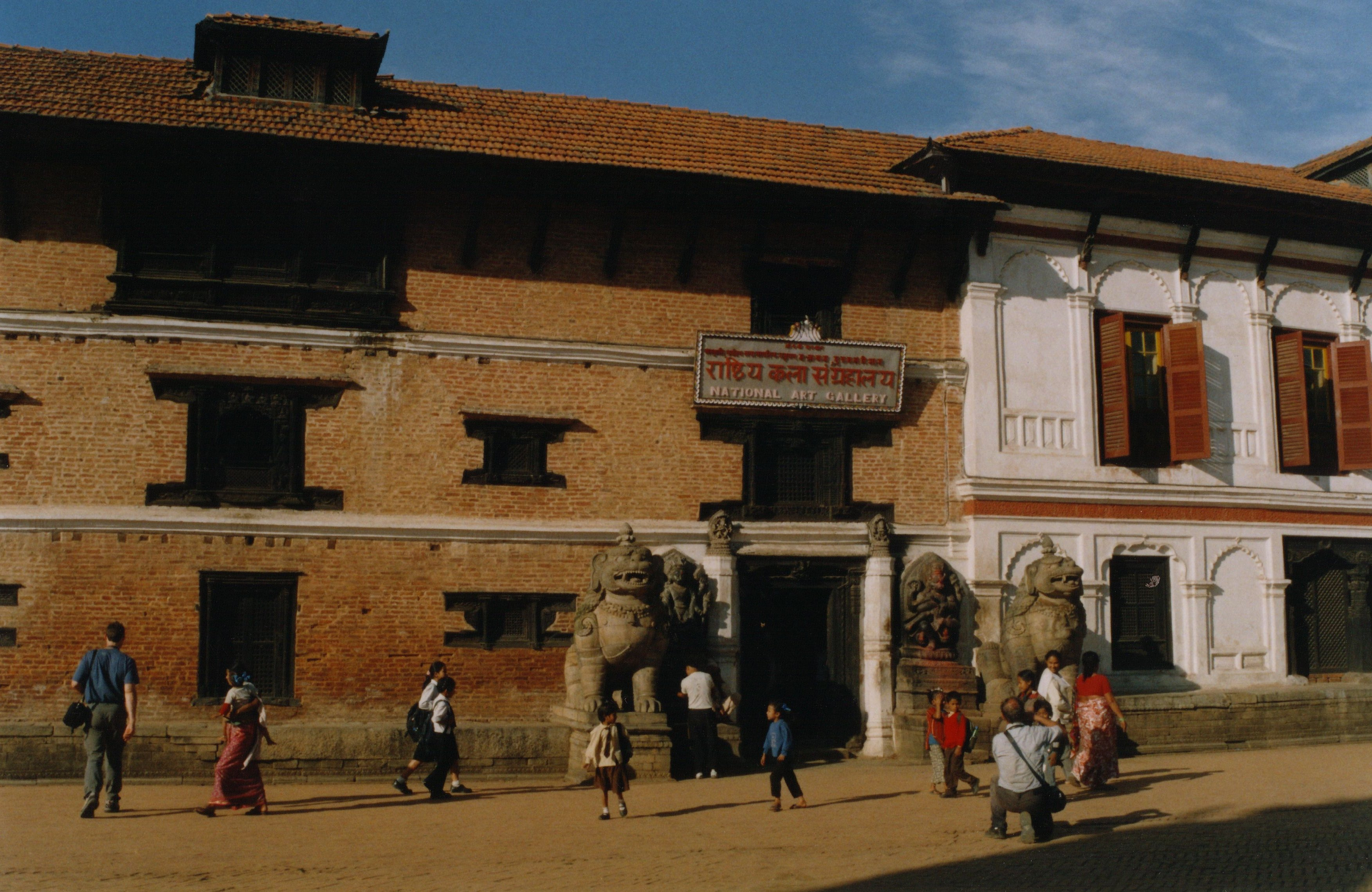
Королевский дворец

Разделение королевства на три части оказало положительное влияние на развитие искусств и строительного дела. Соперничество между тремя королевствами привело к возникновению конкуренции в строительстве всё новых и более высоких храмов и культовых сооружений. Финансирование этих проектов легло на спины неварских торговцев, строителей и ремесленников, обложенных более высокими налогами. В 1768 году город подвергся захвату со стороны войск Пртихви Нараян Шаха из Гуркхи, основавшего династию Шахов, правившую Непалом до 2008 года.

### Новое время
Период времени с 1768 года прошёл под владычеством династии Шахов; он делится на три части: период Шахов (1768—1846 гг.), период Рана (1846—1951 гг.) и новое время (с 1951 г.). В Европе дворцы Бхактапура стали известны благодаря французскому археологу и этнографу Гюставу Ле Бону, изучавшему в 1880-е годы Индию и Тибет. Эти сооружения представляют сегодня особую ценность, учитывая, что во время страшного землетрясения 1934 года силой 8,4 балла было разрушено 70 % городских построек. Во время правления династии Малла основные вложения совершались в строительство культовых сооружений, отделку площадей, создание инфраструктуры и общественных учреждений. После захвата города королевством Гуркхи форма землевладения поменялась, и большая часть урожая должна была уходить в Катманду в качестве налога находившемуся там правителю. Доходы от этих инвестиций вкладывались в импорт предметов роскоши. Ранее замкнутый мир королевства Малла оказался нарушен, и прежний городской характер Бхактапура начал исчезать. Доходы от этих инвестиций привели к возвышению двора и семей министров. В течение столетия Бхактапур извлекал большие барыши из своего монопольного положения на торговых путях из Индии в Тибет. После захвата Тибета китайцами и бегства Далай Ламы со своими сторонниками граница Тибета с Непалом оказалась закрытой по решению китайских властей. Это привело к сильному падению торговли в этом регионе, так же, как и рынка художественного ремесла. Уровень жизни населения упал очень сильно. Этим объясняется сегодняшнее преобладание мелких крестьянских хозяйств на рынке.
В 1979 году архитектурные памятники города были включены в список всемирного наследия ЮНЕСКО. Землетрясение 1990 года привело к новым сильным разрушениям. С 1993 года в городе были повышены налоги, которые стали использоваться для восстановительных работ, а также инвестиций в создание инфраструктуры и общественных институтов. Известия о террористических атаках в 2001 году привели к снижению туристического потока на 50 %.

### Проект развития Бхактапура
Проект развития Бхактапура (Bhaktapur Development Project, BDP) — проект, осуществлённый в 1970-е годы немецкими специалистами по санированию и реставрации ценных культурных памятников Бхактапура. По договору, заключённому в 1969 году между премьер-министром земли Саарланд Франц-Йозефом Рёдером и Бирендрой, впоследствии королём Непала (1972—2001 гг.), Бхактапуру была предоставлена помощь в размере 1 млн дойч-марок. Реставрационные работы в Пуяри Матх продолжались до 1972 года. Принимавшие в проекте участие немецкие архитекторы организовали дальнейшую финансовую поддержку. Благодаря этой инициативе в 1937-74 гг. был создан Проект Развития Бхактапура, которым с немецкой стороны руководило Gesellschaft für Technische Zusammenarbeit (GTZ); этот проект стал самым длительным и успешным проектом в процессе совместной деятельности. Различные строительные проекты в 1970-х и 1980-х годах поддерживали профессор, специалист по истории архитектуры Азии Нильс Гутшов (ФРГ) и архитектор Гётц Ханмюллер (Австрия).
Вначале, в 1974 году, только 10 процентов территории города попали в фокус проекта. С начала и до 1979 года были сперва проведены необходимые работы по анализу положения в городе и собраны достаточные данные для планирования проведения работ и создания стратегии развития. Цели проекта в то время включали в себя широкий спектр различных направлений: инфраструктурное (ремонт мостовых, строительство очистных сооружений), экономическое (планирование территорий под промышленную застройку), социальное (обучение ремесленников, привлечение населения к планированию и проведению работ) и институциональное (например, городское планирование).

## Население

### Изменение численности населения и его структура
Данная таблица представляет изменение численности города Бхактапура, которое за последние 30 лет почти удвоилось. Темпы прироста населения в 2001 году составляли 2,4 % (для сравнения: в Катманду — 6 %). Из числа иммигрантов, прибывающих в долину Катманду (особенно по воздуху), 84 % оседают в Катманду, 15 % — в Лалитпуре, и только 1 % — в Бхактапуре.
| Год    | 1971   | 1981   | 1991   | 2001   | 2005   |
| ------ | ------ | ------ | ------ | ------ | ------ |
| Кол-во | 40 112 | 48 472 | 61 405 | 74 707 | 76 890 |

Семейное положение 58 726 жителей, достигших брачного возраста, выглядит следующим образом: 38,4 % неженатые (незамужние), 56,6 % имеют одну жену и 0,8 % больше одной, 0,9 % женаты повторно, 2,6 % вдовцы (вдовы), 0,1 % разведённые и 0,13 % живут с супругом (супругой) раздельно (ещё у 0,6 % семейный статус неизвестен).

### Религия
Перепись населения 2001 года выявила следующее положение: подавляющее часть населения города — 88 % исповедуют индуизм. На втором по числеености месте буддисты — 8 %. Доля представителей других конфессий ничтожна: мусульмане — 0,2 %, христиане — 0,2 %, кираты — 0,1 %, сикхи — 0,01 % и бахаи — меньше 0,1 %. Осталась неизвестной принадлежность 0,06 % населения.

### Невари
Преобладающим этносом в Бхактапуре является невари, народ, чьим основным занятием традиционно является земледелие и торговля. Невари в Бхактапуре на 84,13 % индуисты и на 15,31 % — буддисты. Невари имеют свою особую кастовую систему, распространённую только в долине Катманду. Кастовая иерархия включает в себя высшие и низшие касты, последние делятся на верхние и средние слои, такие как неприкасаемые и другие подобные группы.
Одним из элементов религиозных верований невари является почитание Кумари, которая рассматривается как инкарнация индуистской богини Дурги.

## Достопримечательности
- Площадь Дурбар, храм Пашупатинатх, храм Кришны, храм Бхагавати, колокол Таледжу
- Королевский дворец, храм[англ.] богини Таледжу, Национальный художественный музей
- Площадь Таумадхи Толе, пагода Ньятапола, храм Байрабнатх
- Площадь Тачупал Толе, храм Дататтрейя, храм Бимсена
- Комплекс на реке Хануманте, включая кумирни Шивы-Парвати и Ханумана
- Пруд Нага Похари
- Много отдельно стоящих храмов и пагод

## Галерея

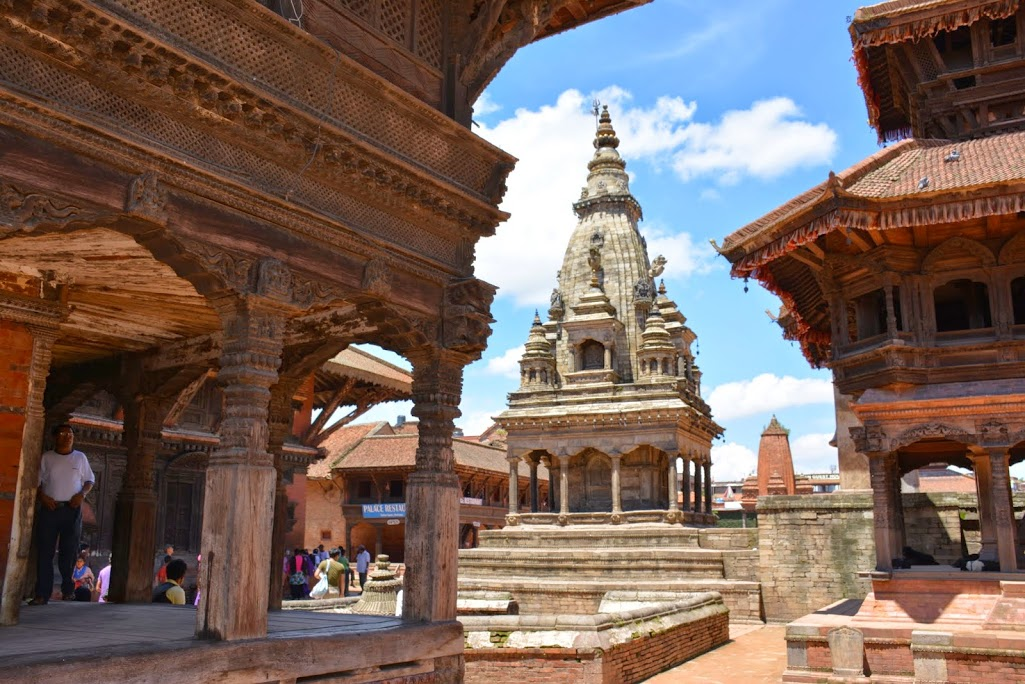
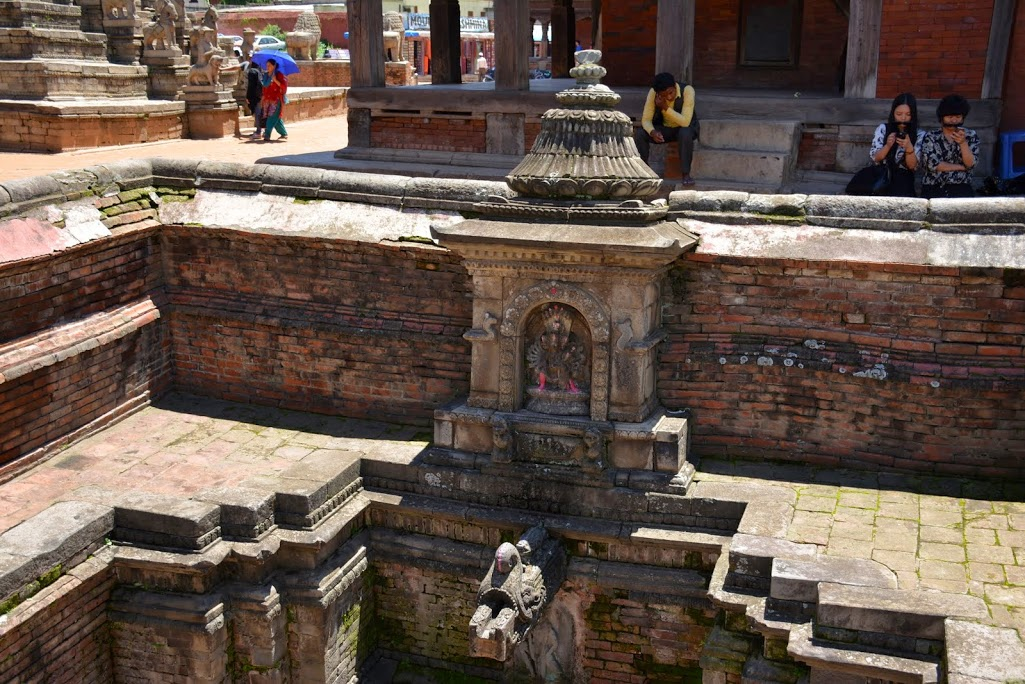
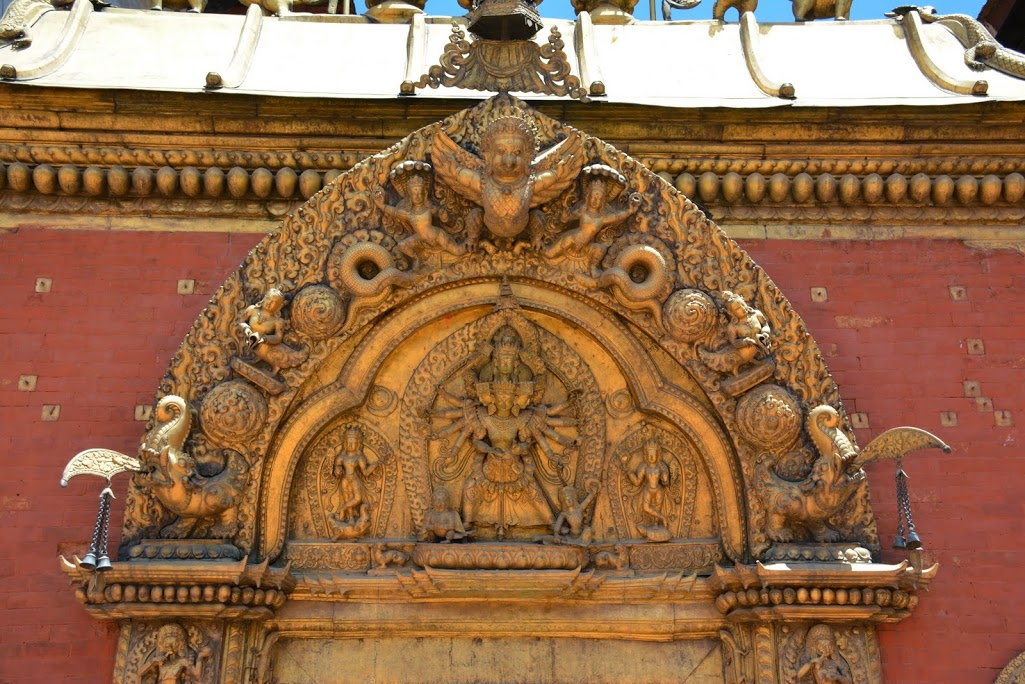
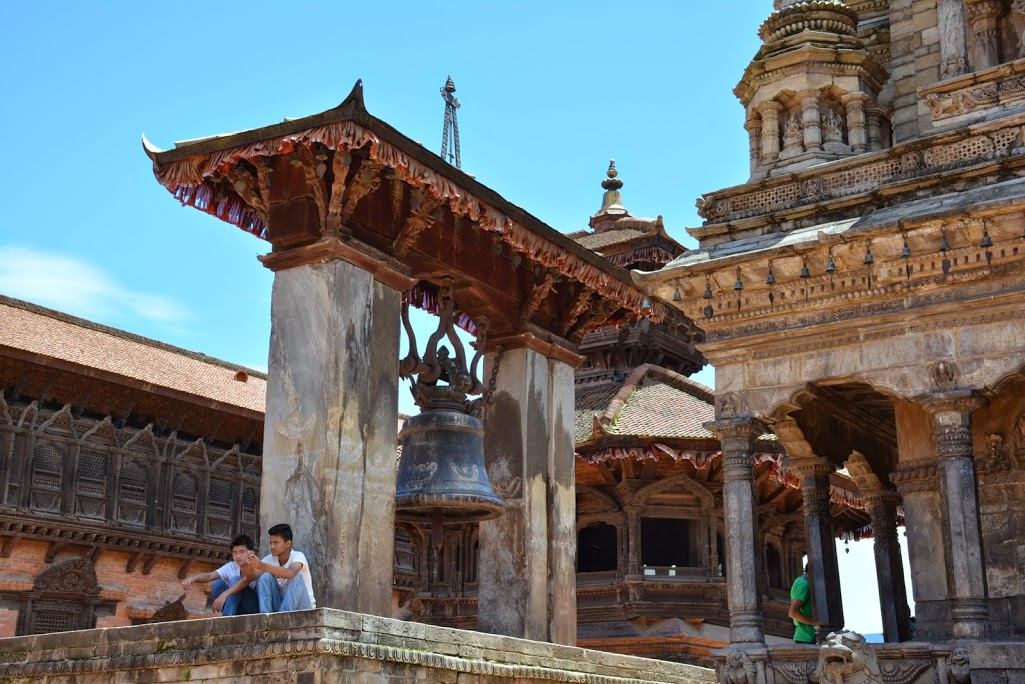
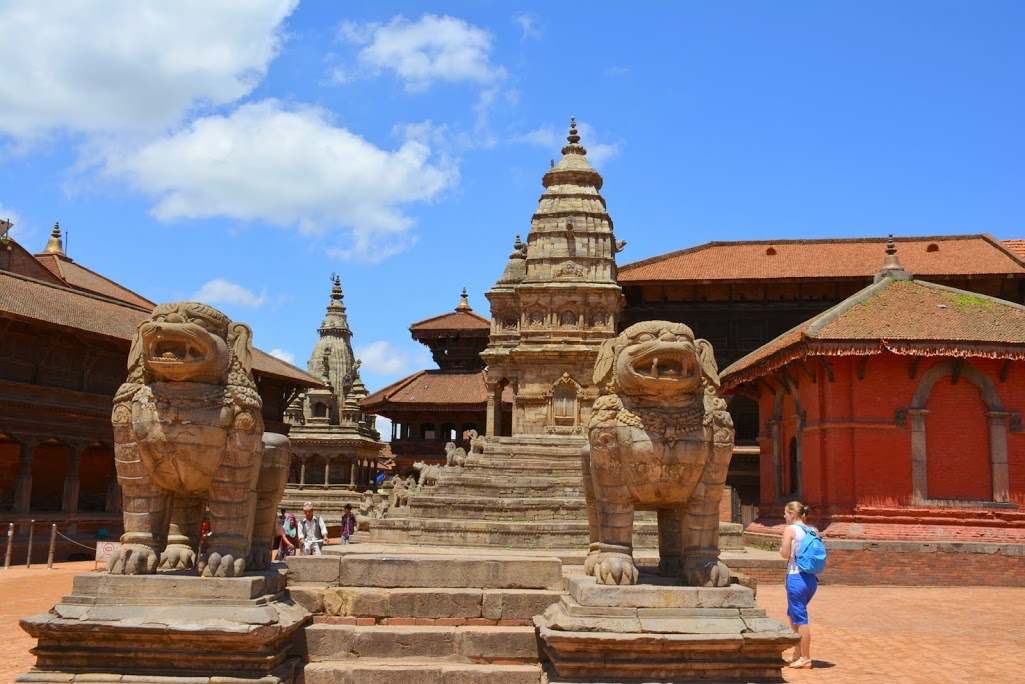
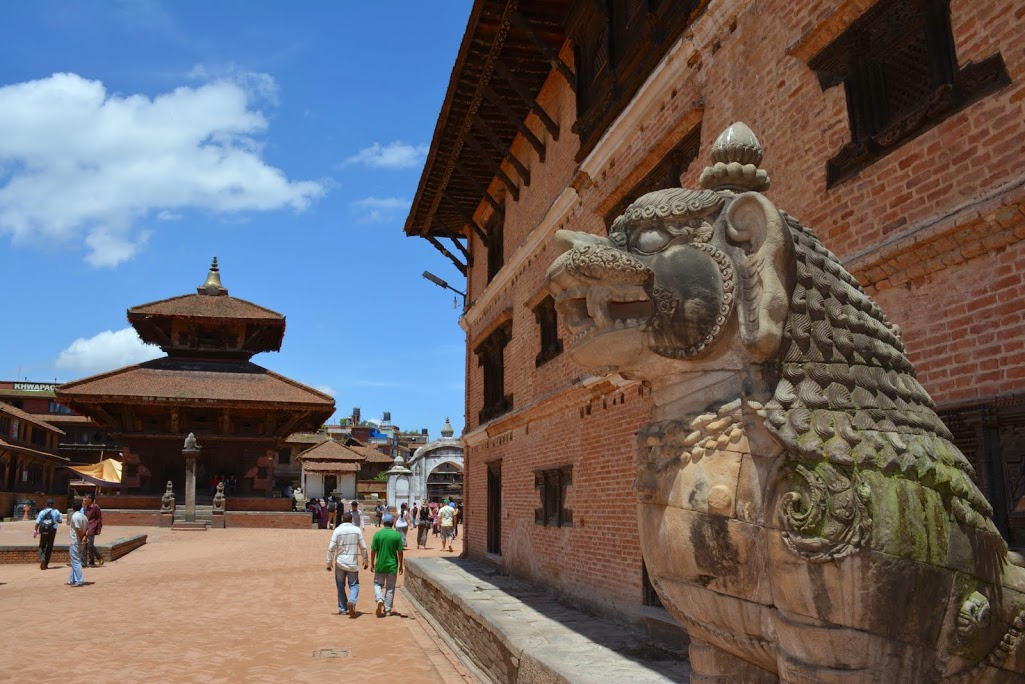
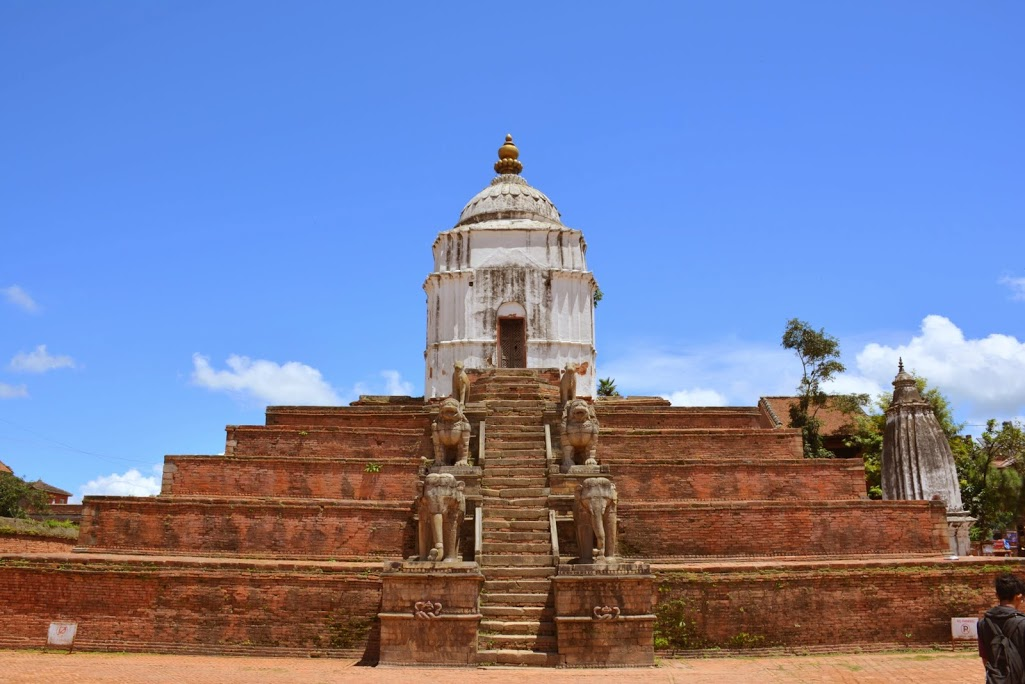
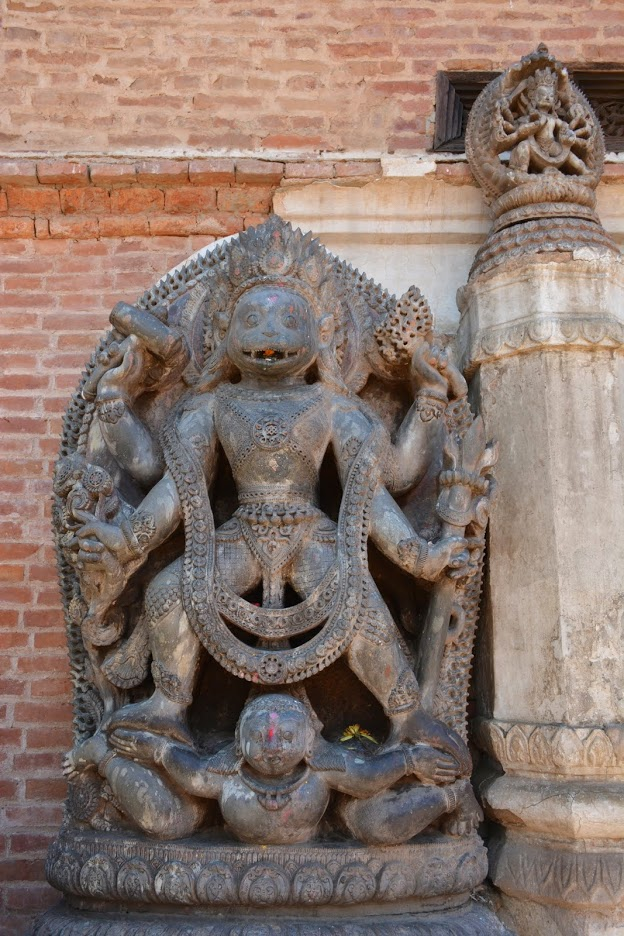